# Skinner – sladký nepřítel
Skinner – sladký nepřítel (v anglickém originále Sweet Seymour Skinner's Baadasssss Song) je 19. díl 5. řady (celkem 100.) amerického animovaného seriálu Simpsonovi. Scénář napsali Bill Oakley a Josh Weinstein a díl režíroval Bob Anderson. V USA měl premiéru dne 14. dubna 1994 na stanici Fox Broadcasting Company a v Česku byl poprvé vysílán 14. ledna 1996 na stanici ČT1.

## Děj
Bart přinese do školy Spasitele, aby ho předvedl a vyprávěl o něm. Bartova prezentace je třídou dobře přijata, ale pes uteče do větracího potrubí a je spatřen Ralphem. Ředitel Skinner pošle školníka Willieho do větrací šachty, aby psa našel. Willie Spasitele chytí, ale zůstane uvězněný v potrubí. Zatímco se ho hasiči pokoušejí zachránit, přijíždí inspektor Chalmers na nečekanou inspekci, která zpočátku nedopadne dobře, dokud ho neokouzlí Spasitel. Willie však vzápětí spadne z ventilace a přistane na inspektorovi. Chalmers na místě Skinnera vyhodí, což Barta velmi šokuje. 
Inspektor Chalmers najme Neda Flanderse jako nového ředitele Springfieldské základní školy. Když Ned váhá s disciplínou, děti se rozutečou a ze školy se stane blázinec. Místo aby se Bart radoval z nedostatku kázně, cítí se provinile, že nechal Skinnera vyhodit. Spřátelí se s bývalým ředitelem a vypráví mu historky o Nedově selhání v čele školy. Skinner se cítí osamělý a rozhodne se znovu narukovat do armády Spojených států, ale s armádními nováčky si nerozumí a Skinner chce brzy z armády odejít. 
Aby získal Skinner zpět své místo, snaží se Bart odhalit Nedovo špatné vedení Chalmersovi. Skinner a Bart smutně konstatují, že už nebudou moci být přáteli, pokud Skinner získá zpět své místo (pokud se Bart nestane dobrým studentem, o čemž Bart bezelstně prohlásí, že je to nepravděpodobné), ale dohodnou se na spolupráci s Homerem, jenž chce zničit Nedovu novou kariéru. Začnou tím, že Skinnerovi pomohu se dostat z armády. Navzdory chaosu ve škole je Chalmersovi všechno jedno, protože Skinnera nikdy neměl rád a myslí si, že škola pod Flandersem není o nic horší než většina státních škol, které nakonec skončí. Poté, co uslyší Neda pronést během školního hlášení krátkou zmínku o Bohu (což je součástí Bartova plánu), si však Chalmers s hrůzou uvědomí, že Ned vede školní modlitbu ve státní škole, a rozhodne se Neda vyhodit a znovu přijmout Skinnera. Bart a Skinner si přátelsky popovídají o svém typicky antagonistickém vztahu a láskyplně se obejmou. Během jejich objetí Bart nalepí Skinnerovi na záda nápis „Nakopni mě“, zatímco Skinner nalepí na Barta nápis „Nauč mě to“. Oba se při odchodu pochechtávají.

## Produkce
Díl napsali Bill Oakley a Josh Weinstein a režíroval jej Bob Anderson. Oakley a Weinstein se rozhodli natočit epizodu o Skinnerovi a Bartovi, protože štáb chtěl odbočit od poměrně bláznivých a rychlých epizod, které dosud tvořily pátou řadu, a podle showrunnera Davida Mirkina „zpomalit některé části seriálu, aby byl čas na emotivnější díly, jako je tento“. Velká část chování ředitele Skinnera v epizodě vychází z učitelů, které Oakley a Weinstein měli na střední škole a kteří byli podle Oakleyho „smutní, osamělí kluci, kteří žili s matkami“. Epizoda byla vybrána k odvysílání jako stý díl seriálu, protože štáb chtěl, aby se právě tato epizoda zaměřila na Barta.
V dílu se v seriálu poprvé objevují Gerald Samson, Luigi Risotto, asistent Chalmerse Leopold a Flandersovi rodiče. Leopolda a Luigiho navrhl David Silverman, jeden z režisérů seriálu. Anderson považoval Luigiho za jednu z nejvtipnějších postav seriálu, když poprvé četl Luigiho repliky ve scénáři během stolního čtení epizody. Jakmile Anderson prolistoval scénář a uviděl Luigiho repliky, řekl, že „vyděsil Julii Kavnerovou, protože jsem se smál sám sobě, ale snažil jsem se ten smích udržet, protože to bylo zatraceně vtipné“.
Díl byl původně vysílán na stanici Fox ve Spojených státech 28. dubna 1994. Epizoda byla vybrána k vydání ve video kolekci vybraných epizod z roku 1999 s názvem The Simpsons: Greatest Hits, která obsahovala také díly Vánoce u Simpsonových, Lízino první slovo, Kam s odpadem? a Bart propadá. Díl byl opět zařazen do DVD vydání sady Greatest Hits z roku 2003, které obsahovalo i všechny ostatní epizody kromě Kam s odpadem? Skinner – sladký nepřítel byl také zařazen do DVD sady 5. řady, která byla vydána 21. prosince 2004.

## Kulturní odkazy
Název epizody je odkazem na film Sweet Sweetback's Baadasssss Song z roku 1971 od Melvina Van Peeblese. Úvodní scéna, v níž Marge, Líza a Bart sledují domácí video, je parodií na televizní seriál The Wonder Years; v pozadí úvodní scény je také použita verze písně Joe Cockera „With a Little Help from My Friends“ z tohoto seriálu. Scéna, v níž Spasitel proběhne školní ventilací, je odkazem na scénu z filmu Vetřelec, stejně jako Skinnerovo použití tepelně zaměřeného stopovacího zařízení k určení polohy školníka Willieho a Spasitele ve ventilačním systému. Skinner říká, že byl postřelen do zad na představení United Service Organizations, když se snažil přimět „Joey Heathertonovou, aby si oblékla kalhoty“; jde o odkaz na americkou herečku Joey Heathertonovou.
Skinnerovo oblečení a záběry, jak běží s vojáky, odkazují na film Olověná vesta z roku 1987. Skinner rovněž vypráví Apuovi o svém plánu napsat román o zábavním parku s dinosaury s názvem Billy a klonasaurus, což Apu oprávněně odsoudí jako plagiátorství; kniha je odkazem na román Michaela Crichtona Jurský park. Když je Martin v kleci, zpívá toreadorskou píseň z opery Carmen. Při popisu vztahu Barta a Skinnera je Líza přirovnává k Sherlocku Holmesovi a profesoru Moriartymu, slavným postavám z detektivek sira Arthura Conana Doyla; přirovnává je také k Mountain Dew a Mello Yello, které popisuje jako smrtelné nepřátele, a dochází k závěru, že Bart potřebuje Skinnera jako protivníka, aby byl skutečně šťastný.

## Přijetí

### Kritika
Po odvysílání se epizoda setkala s pozitivním přijetím televizních kritiků. 
Autoři knihy I Can't Believe It's a Bigger and Better Updated Unofficial Simpsons Guide, Warren Martyn a Adrian Wood, napsali: „Stý díl (…) je výborný. Vrcholem je nápad ředitele Skinnera na román a chování personálu v italské restauraci.“.
Colin Jacobson z DVD Movie Guide uvedl, že mu úvodní scéna epizody připomněla, když chodil do druhé třídy a dostal k Vánocům štěně. Jacobson uvedl: „Stále si vzpomínám na to vzrušení, když máma přivedla (psa) do školy, aby ho ostatní viděli, a první část (dílu) odráží atmosféru, kterou psí návštěva způsobila. Zbytek epizody se krásně dostává do Skinnerova života. Přihoďte skvělý odkaz na Vetřelce a epizoda nabízí další solidní podívanou.“. Jacobson také uvedl, že se mu líbil výskyt Flandersova „beatnického otce“.
Gary Mullinax z The News Journal označil epizodu za „velmi vtipnou“ a zařadil ji mezi svých deset nejoblíbenějších dílů. Patrick Bromley z DVD Verdict udělil epizodě hodnocení B+ a Bill Gibron z DVD Talk udělil dílu 4 body z 5.
Dave Manley ze serveru DVDActive v recenzi DVD The Simpsons: Greatest Hits uvedl, že se jedná o „určitě jednu ze slabších (epizod na DVD) – mohu jen předpokládat, že se na tento disk dostala díky tomu, že se jedná o 100. díl“.

### Sledovanost
V původním americkém vysílání se díl umístil na 16. místě ve sledovanosti v týdnu od 25. dubna do 1. května 1994 s ratingem Nielsenu 12,7, díl sledovalo 12 milionů domácností. Epizoda byla v tomto týdnu nejlépe hodnoceným pořadem na stanici Fox.